# ريتشارد فيربر
ريتشارد فيربر (بالإنجليزية: Richard Ferber)‏ هو أستاذ جامعي أمريكي، ولد في 1944.